# Vũ Thị Thường
Vũ Thị Thường (tên khai sinh là Lê Kim Nga, sinh năm 1930) là nhà văn Việt Nam, được tặng Giải thưởng Nhà nước về Văn học Nghệ thuật năm 2007.

## Tiểu sử
Vũ Thị Thường tên khai sinh là Lê Kim Nga, sinh năm 1930 tại xã Tả Thanh Oai, huyện Thường Tín, nay là xã Tả Thanh Oai, huyện Thanh Oai, Thành phố Hà Nội.
Trong kháng chiến chống Pháp, bà là cán bộ công đoàn, rồi cán bộ phụ nữ huyện, hoạt động ở Thái Bình. Từ 1958 đến 1961, bà làm báo ở Kiến An. Bắt đầu viết văn từ năm 1956. Năm 1959 bà được cử đi dự Lớp bồi dưỡng viết văn trẻ của Hội Nhà văn Việt Nam. Từ 1962 đến 1963, bà học trường Bồi dưỡng những người viết văn trẻ do Hội Nhà văn tổ chức. Từ 1961, Vũ Thị Thường lần lượt công tác ở Nhà xuất bản Văn học, Báo Văn học, Văn nghệ, Tạp chí Tác phẩm mới, Hội Nhà văn Việt Nam, bà là Uỷ viên Ban Chấp hành Hội Nhà văn Việt Nam (khoá III). Sau khi đất nước thống nhất, Vũ Thị Thường cùng gia đình chuyển vào công tác và hoạt động tại thành phố Hồ Chí Minh.
Bà là đảng viên Đảng Cộng sản Việt Nam; hội viên Hội Nhà văn Việt Nam từ năm 1967.

## Sự nghiệp
Bắt đầu viết văn từ năm 1956, hai năm sau (năm 1958) bà đoạt giải A cuộc thi truyện ngắn báo Văn học với tác phẩm “Cái hom giỏ”. Sau đó, từ 1959 đến năm 1998, Vũ Thị Thường còn có các tập truyện ngắn nổi tiếng khác là: Cái hom giỏ (1959); Gánh vác (1963); Hai chị em (1965); Bông hoa súng (1967); Vợ chồng ông lão chăn vịt (1973); Câu chuyện bắt đầu từ những đứa trẻ (1977); Con yêu, con ghét (1998).
Ngoài lĩnh vực chính là truyện ngắn, Vũ Thị Thường còn viết kịch lịch sử “An Tư công chúa”, truyện thiếu nhi “Vịt chị, vịt em”, kịch đồng thoại “Ở sân nuôi gà vịt” và truyện dài “Vết rạn”.
Năm 2007, bà được tặng Giải thưởng Nhà nước về Văn học Nghệ thuật với các truyện ngắn: Hai chị em, Bông hoa súng, Câu chuyện bắt đầu từ những đứa trẻ.

### Làm di cảo thơ củaChế Lan Viên
Những năm sau khi Chế Lan Viên qua đời, Vũ Thị Thường cùng con gái - Phan Thị Vàng Anh, đã dày công sưu tầm, tuyển chọn, giới thiệu 3 tập “Di cảo thơ Chế Lan Viên” (NXB Thuận Hóa, 1992 - 1996) với hơn 5.000 tác phẩm, trong đó công bố bài thơ “Những mảnh trời xưa” mà Chế Lan Viên viết cho cuộc hôn nhân đã tan vỡ của mình. Sau đó, với sự trợ giúp của Trung tâm nghiên cứu Quốc học, bà cho ra mắt “Tuyển tập thơ Chế Lan Viên” (2017) với 278 thi phẩm chọn lọc từ tập thơ đầu tay “Điêu tàn” (1937) đến những bài hay nhất trong “Di cảo”. Cuốn sách đã đánh dấu chặng đường nửa thế kỷ sáng tạo của một thi nhân nổi tiếng trên văn đàn Việt Nam thế kỷ XX.

## Tác phẩm chính
- Cái hom giỏ (truyện ngắn, 1959);
- Gánh vác (truyện ngắn, 1963);
- Hai chị em (truyện ngắn, 1965);
- Bông hoa súng (tập truyện ngắn, 1967);
- Vợ chồng ông lão chăn vịt (truyện ngắn, 1973);
- Câu chuyện bắt đầu từ những đứa trẻ (truyện ngắn, 1977);
- Ở sân nuôi gà vịt (kịch đồng thoại, 1978);
- Vịt chị, vịt em (truyện cho thiếu nhi, 1983);
- An Tư (kịch lịch sử, 1985);
- Vết rạn (truyện dài, 1987);
- Con yêu, con ghét (tập truyện ngắn, 1998)

### Sưu tầm, tuyển chọn
- Di cảo thơ Chế Lan Viên I (1992), II (1993), III (1996).
- Tuyển tập thơ Chế Lan Viên (2017)

## Vinh danh
- Giải thưởng Nhà nước về Văn học Nghệ thuật năm 2007

### Giải thưởng văn học
- Giải Nhất cuộc thi truyện ngắn 1958 – 1959 của tạp chí Văn nghệ.[1]

## Đời tư
Vũ Thị Thường là vợ thứ hai của nhà thơ Chế Lan Viên. Bà và Chế Lan Viên có hai người con là Phan Thị Thắm và Phan Thị Vàng Anh. Phan Thị Vàng Anh là hội viên Hội Nhà văn Việt Nam từ năm 1996, là ủy viên ban chấp hành Hội Nhà văn Việt Nam nhiệm kỳ 7.